# Eburodacrys pilicornis
Eburodacrys pilicornis är en skalbaggsart som beskrevs av Fisher 1944. Eburodacrys pilicornis ingår i släktet Eburodacrys och familjen långhorningar.
Artens utbredningsområde är:
- Nicaragua.
- Panama.
- Venezuela.

Inga underarter finns listade i Catalogue of Life.